# Alexei Maximowitsch Kaledin

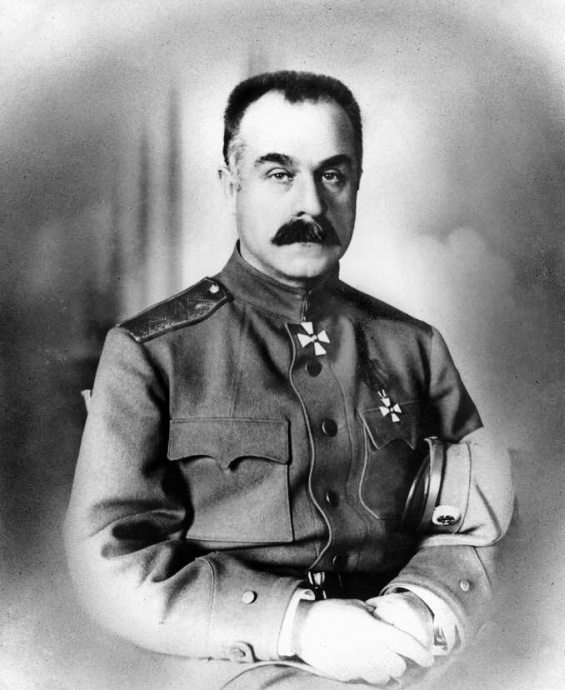
General Kaledin

Alexei Maximowitsch Kaledin (russisch Алексей Максимович Каледин; * 12. Oktoberjul. / 24. Oktober 1861greg.; † 29. Januarjul. / 11. Februar 1918greg. in Nowotscherkassk) war General der Kavallerie der Zarenarmee und im Russischen Bürgerkrieg der Anführer einer Kosakenerhebung gegen die Bolschewiki im Dongebiet.

## Leben
Kaledins militärische Ausbildung umfasste die Militärschule in Woronesch, die Michailowskoje Artillerieschule in Sankt Petersburg (1882), und die Generalstabsakademie 1889. Von 1903 bis 1906 diente er als Leiter der Militärschule in Nowotscherkassk. 1906 bis 1910 war er im Generalstab der Donkosaken-Armee. Im Ersten Weltkrieg kommandierte er 1914/15 die 12. Kavalleriedivision im Verband der 8. und 9. Armee in Galizien. Ab 18. Juni 1915 war er Kommandeur des XXXXI. und ab 5. Juli des XII. Armeekorps. Am 23. März 1916 übernahm er als Nachfolger des Generals Brussilow den Oberbefehl über die 8. Armee, welche er während der Brussilow-Offensive im Sommer 1916 in der Schlacht am Styr und bei Kowel kommandierte. Kaledin stellte sich gegen die Februarrevolution und wurde seines Postens enthoben, da er der Forderung der Provisorischen Regierung zur Demokratisierung der Armee nicht nachkam. Am 17. Juni 1917 wurde Kaledin von den Donkosaken zum Ataman gewählt.
Am 29. August rieten die lokalen Behörden dem Regierungschef Kerenski, Kaledin abzusetzen und festnehmen zu lassen, da er Propaganda gegen die Regierung betrieben habe. Es wurde daraufhin ein Strafverfahren gegen ihn eingeleitet. Die Kosaken akzeptierten dies allerdings nicht, sondern schickten ihn nach Mogilew zu einer persönlichen Unterredung mit Kerenski.
Am 6. September nahm Kaledin General Kornilow vor dem Oberkommando der Kosaken in Schutz, als dieser erfolglos gegen die provisorische Regierung putschte. Zu Beginn der Oktoberrevolution erklärte Kaledin das Don-Territorium zur Kontrollzone der Kosaken, bis zur Wiederherstellung der Ordnung in Russland. Diese Erklärung markierte den Beginn einer kurzlebigen Gegenbewegung zu den Bolschewiki. Kaledin hatte allerdings die Kriegsmüdigkeit der Kosaken, die aus dem Weltkrieg heimkehrten, unterschätzt. Da er nur geringe Unterstützung fand und die Bolschewiki seine Bewegung schnell zerschlugen, beging er am 11. Februar 1918 Selbstmord durch Schusswaffenanwendung.